# Suhail Dabbach
Suhail Dabbach  né en 1965 est un acteur irako-américain.

## Biographie
Suhail Dabbach est né en Irak en 1965 et étudie le théâtre à l'université de Bagdad. Il obtient un baccalauréat en beaux-arts en 1990. Il quitte Bagdad en 1997 pour vivre en Jordanie, puis déménage aux États-Unis en 2008 et vit actuellement à Albuquerque.
Suhail Dabbach parle anglais et arabe, et capable de parler 4 des 5 dialectes de la langue arabe.

## Filmographie
- 2008 Démineurs
- 2016 Whiskey Tango Foxtrot
- 2019 Mosul
- 2021 Cherry